# The Huguenot Society of America
La Huguenot Society of America est une société savante établie à New York, le 12 avril 1883. Fondée par des descendants de huguenots exilés après la révocation de l'édit de Nantes en France en 1685, elle s'intéresse à leur histoire aux États-Unis.

## Histoire
La Huguenot Society of America est une société savante établie à New York, le 12 avril 1883. La société est fondée par des descendants de huguenots exilés après la révocation de l'édit de Nantes en France en 1685, et qui se sont réfugiés dans ce qui est maintenant les États-Unis d'Amérique. 
Le but de la société est de promouvoir la cause de la liberté de religion et de perpétuer le souvenir des colons huguenots. Son premier président est John Jay (en), avocat, diplomate, abolitionniste et petit-fils de John Jay, le premier juge en chef américain. 
La Société huguenote a des membres aux États-Unis, au Royaume-Uni, en Italie et aux Pays-Bas. Elle possède une bibliothèque de livres sur l’histoire des huguenots. Elle conserve des tableaux, des sculptures et des artefacts concernant les huguenots et leur histoire. Elle organise ou soutient l'organisation de conférences et de recherches en lien avec l'histoire huguenote, et accorde des bourses d'études annuelles.

## Activités éditoriales
La Société publie des ouvrages en lien avec l'histoire du refuge.
- Peter Steven Gannon (dir.), Huguenot Refugees in the Settling of Colonial America, The Huguenot Society of America, 1985, 421 p. (OCLC 1011875665).

## Membres connus
- John Jay (juriste) (en)
- Martha J. Lamb
- Henry Gurdon Marquand
- Frédéric James de Peyster
- Jacqueline Noel[2]